# Walter Vorjohann
Walter Vorjohann (* 1955 in Harsewinkel) ist ein deutscher Fotograf.

## Leben
Vorjohann studierte von 1982 bis 1986 Fotografie und Grafikdesign bei Gunter Rambow an der Hochschule für Bildende Künste in Kassel. Danach arbeitete er bis 1989 für die Werbeagentur von Leo Burnett in Frankfurt am Main. Er wechselte dann als Art Director in der Titelbildredaktion zur Wochenzeitschrift Stern nach Hamburg.
Vorjohann ist bekannt durch seine Architekturfotografie. Er hat jedoch auch als Fotograf für Unternehmen und Privatpersonen gearbeitet und sich mit einem künstlerischen fotografischen Werk auseinandergesetzt.
Seit 1994 lebt und arbeitet Vorjohann als freischaffender Fotograf in Frankfurt am Main.

## Veröffentlichungen
- Ort der Abwesenheit: Die Frankfurter Großmarkthalle = Place of absence. Text: Eva Schestag. Kleinheinrich, Münster in Westfalen 2010, ISBN 978-3-930754-58-8.
- Flughafen Berlin-Tempelhof Airport 2010–2010. Text: Eva Schestag. Kleinheinrich, Münster in Westfalen 2012, ISBN 978-3-930754-75-5.
- Architektur und Kunst – Die Zentrale der Deutschen Bundesbank. Deutsche Bundesbank, Frankfurt am Main 2013. Text: Iris Kramer/Sabine Muschler.
- Das Rathaus von Aschaffenburg: Ein neu entdecktes Baudenkmal der Fünfziger Jahre. Text Eva Schestag. Hirmer, München 2014, ISBN 978-3-7774-2354-8.[1]